# Bolesław Rowicki

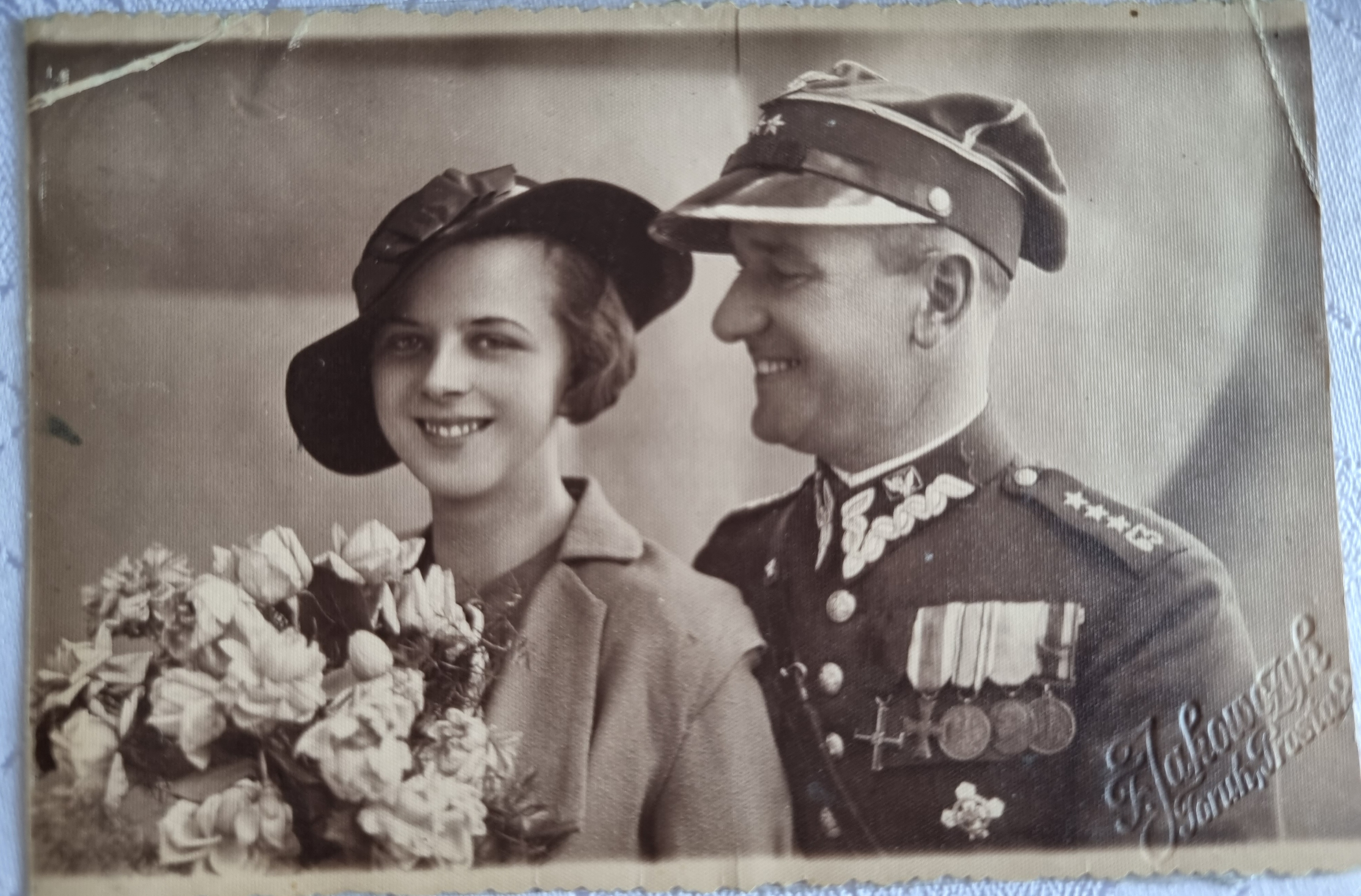
Bolesław Rowicki z żoną Barbarą

Bolesław Rowicki (ur. 13 kwietnia 1899 w Baltimore, zm. 1940 w Kijowie) – kapitan piechoty Wojska Polskiego, ofiara zbrodni katyńskiej.

## Życiorys
Urodził się 13 kwietnia 1899 w Baltimore, w Stanach Zjednoczonych Ameryki, w rodzinie Władysława i Aleksandry z Wyszogrodzkich. 
W czasie I wojny światowej był członkiem Polskiej Organizacji Wojskowej. Po odzyskaniu przez Polskę niepodległości wstąpił do Wojska Polskiego w 1918. Uczestniczył w wojnie polsko-bolszewickiej. Dostał się do niewoli, z której zbiegł. Został awansowany na stopień porucznika piechoty ze starszeństwem z dniem 1 października 1920. Był oficerem 21 pułku piechoty w Warszawie, w 1923 jako oficer służby czynnej, w 1924 jako oficer rezerwy zatrzymany w służbie czynnej, później ponownie jako oficer zawodowy. Został awansowany na stopień kapitana piechoty ze starszeństwem z dniem 1 stycznia 1932. W 1932 był oficerem 63 pułku piechoty w Toruniu. Z dniem 28 lutego 1935 został przeniesiony do rezerwy z jednoczesnym przydziałem do 40 pułku piechoty we Lwowie. Był naczelnikiem Wydziału Ogólnego Izby Skarbowej we Lwowie w 1939.
Przed 1935 ukończył studia z tytułem magistra. Po wybuchu II wojny światowej, kampanii wrześniowej i agresji ZSRR na Polskę z 17 września 1939 został aresztowany przez funkcjonariuszy NKWD. Na wiosnę 1940 został zamordowany w ramach zbrodnia katyńskiej. Jego nazwisko znalazło się na tzw. Ukraińskiej Liście Katyńskiej opublikowanej w 1994 (został wymieniony na liście wywózkowej 55/2-54; oznaczony numerem 2491). Został pochowany na otwartym w 2012 Polskim Cmentarzu Wojennym w Kijowie-Bykowni.
Był mężem Barbary z Pawlików (zm. 1967). Mieli córkę Krystynę po mężu Lamparską (ur. 1935).

## Ordery i odznaczenia
- Krzyż Niepodległości (25 stycznia 1933)[15][1]
- Krzyż Walecznych[16]
- Złoty Krzyż Zasługi (dwukrotnie: po raz drugi w 1938[17][18])
- Medal Pamiątkowy za Wojnę 1918–1921[19]
- Medal Dziesięciolecia Odzyskanej Niepodległości[19]
- Odznaka 21 Pułku Piechoty[19]
- Państwowa Odznaka Sportowa[19]
- Medal 10 Rocznicy Wojny Niepodległościowej (Łotwa)[20]